# Horst-Rüdiger Magnor
Horst-Rüdiger Magnor (* 23. Februar 1942 in Breslau; † 16. Februar 2008 in Gedern) war ein deutscher Leichtathlet.
Zwischen 1966 und 1972 trat er bei 16 Einsätzen im deutschen Nationaltrikot an. Bei den Olympischen Spielen 1968 in Mexiko-Stadt belegte er im 50-km-Gehen als bester Geher aus der Bundesrepublik Deutschland den elften Rang. Vier Jahre später bei den Olympischen Spielen in München erreichte er hinter Olympiasieger Bernd Kannenberg und dem Sechstplatzierten Gerhard Weidner als nur drittbester bundesdeutscher Geher den 16. Platz.
Magnor begann seine Karriere bei Göttingen 05 und wechselte vor der Saison 1966 zu Eintracht Frankfurt. Bei Deutschen Meisterschaften belegte er im 20-km-Gehen 1967 den dritten Platz und 1970 den zweiten Platz in der Einzelwertung. Von 1966 bis 1968 siegten die Frankfurter mit Bernhard Nermerich, Julius Müller und Magnor in der Mannschaftswertung, 1970 und 1971 gewannen die Frankfurter mit Nermerich, Magnor und Wilfried Wesch. Im 50-km-Gehen belegte Magnor 1967 und 1972 den zweiten Platz, 1968 war er Dritter. In der Mannschaftswertung siegte Magnor mit den Frankfurtern 1966 bis 1968 und 1970, wobei auch Bernhard Nermerich jeweils zum Team gehörte. Dritter Mann war 1966 Claus Bartels, 1967 Hans Gräfe, 1968 Julius Müller und 1970 Peter Schuster. Magnor war noch bis 1977 als Geher bei Deutschen Meisterschaften dabei.
Seine persönlichen Bestleistungen im Straßengehen stellte Magnor 1972 auf. Am 11. Mai 1972 ging er in Mühldorf am Inn 1:30:27 h über 20 Kilometer und am 27. Mai 1972 ging er in Bremen 4:06:27 h über 50 Kilometer.
Neben seiner sportlichen Karriere hatte Magnor Medizin studiert und war dann niedergelassener Arzt in Gedern.